# 테리 앤더슨
Terry Alan Anderson(1947년 10월 27일 ~ 2024년 4월 21일)은 미국의 언론인이다.

## 학력
- 아이오와 주립대학교 (언론학 , 정치학 / 학사)

## 경력
- AP통신 도쿄 특파원
- AP통신 중동 특파원

## 생애
앤더슨은 1947년 10월 27일 오하이오주 로레인에서 태어났다. 로레인에서 그의 아버지 글렌 앤더슨은 마을 경찰관이었고, 나중에 그의 가족이 뉴욕의 배트비아로 이사했을 때, 그의 어머니 릴리 앤더슨은 웨이트리스였고 그의 아버지는 트럭 운전사였다. 그는 뉴욕의 바타비아에서 자랐고 1965년 바타비아 고등학교를 졸업했다. 전문기자 출신인 그는 미 해병대에서 6년간 근무하며 일본, 오키나와, 베트남을 오가며 5년간 전투기자로 활동했다. 그는 베트남 전쟁 기간 동안 베트남에서 두 번의 임무를 수행했다. 해병대의 하사관으로서, 그는 베트남 전쟁 동안 해병대의 모집병으로 아이오와주 에임스에서 마지막 해를 보냈다. 제대 후, 그는 아이오와 주립 대학교에 등록하여 1974년에 언론학과 대중 통신학에서 복수 학위를 받았다. 아이오와 주에서 공부하는 동안, 그는 디모인에 있는 KRNT 라디오와 텔레비전 방송국에서 파트타임 사진작가와 기자로 일했는데 그 후 1983년부터 2년 반 동안 레바논 주재 중동 특파원으로 근무하기 전에 그는 연합통신사에 합류하여 켄터키, 일본, 남아프리카 공화국에서 근무했다.

### 5.18 민주화운동
1980년 일본 특파원으로 근무하던 중 5·18 민주화운동이 일어나자 광주에 잠입해 직접 취재했다. 당시 13건의 기사를 통해 '민주주의를 갈망하는 시민들의 모습'을 기록했다.

### 이후
1983년부터 레바논 특파원으로 일했고 1985년 헤즈볼라에 납치돼 구금됐다가 1991년에 풀려났다.
석방 후 미국으로 돌아와 대학교에 출강하기 시작했으며 2009년 AP통신에서 퇴임했다. 퇴임 후 2015년까지 대학교에 출강했다.
교육재단을 설립해 베트남 등지에 학교 50여 개를 지었으나 재단 투자금 굴리기에 실패하여 말년에 재단을 접고 농장을 하며 생계를 유지했다.

### 사망
2024년 4월 21일(현지시간), 뉴욕 주 자택에서 향년 76세로 사망했다. 최근 심장 수술을 받았지만 정확한 사인은 알려지지 않았다.
테리 앤더슨의 딸은 "아버지는 레바논에 납치돼 있던 동안 극심한 고통으로 점철된 삶을 살았다"며 "이후 최근 몇 년 동안은 조용하고 평화롭게 지냈다"고 말했다.